# مالكوم غرانت (كرة سلة)
مالكوم غرانت (بالإنجليزية: Malcolm Grant)‏ مواليد 21 يونيو 1988 في بروكلين، هو لاعب كرة سلة محترف أمريكي بدأ مسيرته الاحترافية في سنة 2012 يلعب في دوري كندا الوطني لكرة السلة كلاعب هجوم خلفي ويحمل الرقم 3. يبلغ طوله 6 قدم 0 بوصة (1.8 م).

## روابط خارجية
- مالكوم غرانت على موقع كرة السلة الأوروبية.كوم (الإنجليزية)
- مالكوم غرانت على موقع كلية كرة السلة في سبورتس رفرنس.كوم (الإنجليزية)
- مالكوم غرانت على موقع ريلجم (الإنجليزية)
- مالكوم غرانت على موقع بروبوليرز (الإنجليزية)
- مالكوم غرانت على موقع سبورتس رفرنس (الإنجليزية)